# Seznam zračnih ladij Vojne mornarice Združenih držav Amerike
To je seznam zračnih ladij Vojne mornarice Združenih držav Amerike.

## Trde zračne ladje
- (ZR-1) Shenandoah,
- (ZR-3) Los Angeles,
- (ZRS-4) Akron,
- (ZRS-5) Macon.

ZR-2 je bila zgrajena v Veliki Britaniji kot del plačila za vojne dolgove, toda ladja se je zrušila 1921, še preden jo je prevzela VM ZDA. Ni imela še uradnega imena, razen tovarniškega – R38.

## Mehke zračne ladje
- ZMC-2: kovinsko oblečena zračna ladja,
- ZPG-3W: največji blimp do sedaj.